# Ива (име)
Ива је српско, хрватско, словеначко, чешко и бугарско женско име настало по називу истоимене врбе. У енглеском језику се мисли на бршљан, а у француском на дрво тису. Може бити и скраћени облик имена Ивана или Иван, што на хебрејском значи „Бог је милостив“ или „дар од Бога“. Такође може бити и варијанта староенглеског Ivy или хебрејског Jane у истом значењу, или варијанта имена Yvonne. Занимљиво је да ово име постоји и на јапанском језику и да и тада има значење „велики дар од Бога“ или „тиса“.

## Имендани
Имендан се слави у Чешкој, 1. децембра.

## Популарност
У САД је ово име било међу првих осамсто имена још од 1900, па све до педесетих година. У Србији је у периоду од 2003. до 2005. било на петнаестом месту, у Словенији је од 1995. до 2005. увек било међу првих сто, а у јужној Аустралији је 1997. и 1999. било међу првих 750.